# Фридрих IV фон Йотинген
Фридрих IV фон Йотинген 'Млади' (на немски: Friedrich IV von Oettingen; * 1360; † 19 септември 1415, Айхщет) е княжески епископ на Айхщет (1383 – 1415).

## Живот
Произлиза от фамилията на графовете на Йотинген в Швабия, Бавария. Син е на граф Лудвиг XI фон Йотинген († 1370) и съпругата му графиня Имагина фон Шауенбург († 1377), дъщеря на граф Хайнрих V фон Шаунберг († 1353/1357) и Анна фон Труендинген († 1331/1337). Брат е на графовете Фридрих III фон Йотинген († 1423) и Лудвиг XII (XI) († 1440), дворцов майстер при крал Сигизмунд Люксембургски. Роднина е на курфюрст и немски крал Рупрехт III († 1410). Неговият роднина Зигфрид фон Йотинген е през 1237 г. епископ на Бамберг.
Той следва църковно право и теология в университетите Падуа и Болоня. След това е домхер в Айхщет и Вюрцбург. На 23 години е избран за епископ на Айхщет.
Той е любител на красиви коне, иначе е много пестелив. Той купува дворци и имения. За строителството си той дава 18 000 гулдена.